# Домонтовичі
Домонтовичі  — український шляхетський рід

## Представники
- Домонтович Іван Михайлович (*1612 — † 1683, Крупицький монастир) — сотник Слабинської сотні Чернігівського полку, генеральний суддя Війська Запорозького (1669 — 1681). Отримав універсали на маєтності – села Кудрівка, Смолин. Мав дітей: Ивана, Параскеву, Петра, Павла.
- Домонтович Петро Іванович — полковий писар Київського полку. Освіта у КМА (1660-ті);
- Домонтович Павло Іванович (?-†1715, м. Чернігів) — священик у Чернігові; Мав синів Федора та Михайла;
- Домонтович Федір Павлович (? —†до 1710) — седнівський сотник (1710); Одружений з дочкою генерального обозного Дуніна-Борковського. З гілки цього роду — Королева Наталена Андріанівна – українська письменниця.
- Домонтович Михайло Павлович (* бл.1677—?) —бунчуковий товариш (1732);
- Домонтович Федір Іванович (*1746, Чернігівщина — після 1798) — бунчуковий товариш. Одружений з дочкою почепського сотника, полковника Василя Губчиця Марфою. Мав сина Василя (н.1775) та дочку Євдокію (бл.1776), Ганну (бл.1773);
- Домонтович Степан Іванович (*1749/1755, — †після 1807, с. Кудрівка) — бунчуковий товариш, земський повітовий суддя. Одружений з дочкою земського судді Варварою Іванівною Валькевич. Мав синів: Василя (н.1777), Івана (згад. 1815), Григорія (н.1801), Олексанра (н.1805), Миколу (н.1807) та дочку Тетяну (н.1780);
- Домонтович Василь Федорович (н. 1775) — чернігівський губернський секретар;
- Домонтович Василь Васильович (*1807, с. Кудрівка — †1868, Грузія, Тифліс)— генерал-майор, Георгієвський кавалер, поет;
- Домонтович Костянтин Іванович (*1820  — †1889)  — закінчив університет в Петербурзі, сенатор.
- Домонтович Михайло Олексійович (*1830, с. Кудрівка — †1902, Петербург)— генерал, військовий історик, батько Олександри Коллонтай;
- Домонтович Олексій Іванович (*1846 — †1908) — генерал від кавалерії, командир Перської бригади. Одружений, мав 4 дітей.
- Домонтович Андрій Іванович  (*1850 —†1902, с. Лісові Сорочинці) — дворянин, поміщик; мировий суддя Прилуцького повіту Полтавської губ.; Одружений з Ганною Людвигівною Пультрок. Мав 11 дітей.
- Домонтович Федір Даміанович (*1752, Домонтове — †27 лютого 1819, Переяслав). Родове прізвище Різник змінив на Домонтович (від містечка Домонтів). Педагог, ректор Переяславської семінарії, протоієрей Переяславського Вознесенського собору;
- Домонтович Віктор (*1894—†1969)— (літературний псевдонім В.П. Петрова);